# Matthias Lepiller
Matthias Lepiller (Le Havre, 12 juni 1988) is een Franse voetballer die als aanvaller fungeert.

## Carrière
Lepiller kwam in het seizoen 2004-2005 bij de hoofdselectie van Le Havre AC terecht en speelde een wedstrijd. Het seizoen daarop speelde hij weer een wedstrijd. Mede door de Franse selecties onder 17 jaar en 18 jaar kwam hij in de belangstelling van ACF Fiorentina te staan en verhuist in het seizoen 2006-2007 naar die club. Vervolgens wilde Fiorentina hem uitlenen aan het Engelse Queens Park Rangers FC maar Lepiller zag hier vanaf. Wel verhuisde hij op huurbasis naar Grasshopper-Club Zürich in augustus 2008, en keerde in januari 2009 weer terug bij zijn club Fiorentina. In het seizoen 2009-2010 werd Lepiller verhuurd aan het Belgische KAS Eupen waar hij in de nacompetitie vijf goals maakte in drie wedstrijden.
In het daaropvolgende seizoen kwam Lepiller opnieuw uit voor Eupen, ditmaal in de Belgische hoogste klasse. Onder trainers Ost en Capuano verdween hij mede door een blessure uit de basiself, toen Cartier overnam werd hij weer basisspeler.

## Clubs
| seizoen    | club                      | land        | competitie         | wed. | goals |
| ---------- | ------------------------- | ----------- | ------------------ | ---- | ----- |
| 2004-2006  | Le Havre AC               | Frankrijk   | Ligue 2            | 2    | 0     |
| 2006-heden | ACF Fiorentina            | Italië      | Serie A            | 0    | 0     |
| 2008       | → Grasshopper-Club Zürich | Zwitserland | Axpo Super League  | 4    | 0     |
| 2009-2010  | → K.A.S. Eupen            | België      | Exqi League        | 30   | 10    |
| 2010/11    | → K.A.S. Eupen            | België      | Jupiler Pro League | 23   | 2     |
| 2010/11    | → K.A.S. Eupen            | België      | Play-Off III       | 10   | 0     |
| 2011-2012  | → Hellas Verona           | Italië      | Serie B            | 13   | 4     |
| 2012-2013  | Novara Calcio             | Italië      | Serie B            | 23   | 6     |
| 2013-2014  | Novara Calcio             | Italië      | Serie B            | 22   | 1     |
| 2014-2015  | SS Juve Stabia            | Italië      | Serie C            | 11   | 1     |
| Bijgewerkt | 28-12-2011                |             |                    | 138  | 24    |